# Ivar Giaever
Ivar Giaever (Bergen, 5 aprile 1929 – Schenectady, 20 giugno 2025) è stato un fisico norvegese, premio Nobel per la fisica nel 1973, assieme a Leo Esaki e Brian Josephson, per le scoperte riguardo ai fenomeni di tunneling nei semiconduttori e superconduttori.

## Biografia
Cresciuto nella città norvegese di Gjøvik, alla fine degli anni cinquanta si trasferì negli Stati Uniti, dove lavorò per diverse aziende tra cui la General Electric. Nel 1973 vinse il premio Nobel per la fisica assieme a Leo Esaki e Brian Josephson per il lavoro sull'effetto tunnel degli elettroni. Nel 1985 gli venne conferita una laurea honoris causa presso l'Istituto norvegese di tecnologia (NTH), in seguito NTNU.
Morì nel 2025 e venne sepolto nel cimitero Hoff di Østre Toten.